# William T. Sutherlin
William Thomas Sutherlin (7 de abril de 1822 - 22 de julho de 1893) foi um plantador de tabaco, distribuidor, industrial, intendente confederado e político. Ele serviu como prefeito de Danville, Virgínia (1855-1861), como seu delegado à Convenção de Secessão da Virgínia de 1861 e mais tarde por um mandato na Câmara dos Delegados da Virgínia (1871-1873). Uma das propriedades de Sutherlin tornou-se a residência temporária do presidente dos Estados Confederados da América Jefferson Davis e seu Gabinete de 3 a 10 de abril de 1865, uma semana antes do general Robert E. Lee entregar o Exército da Virgínia do Norte no Tribunal de Appomattox.